# Veronica (voornaam)
Veronica is een Griekse meisjesnaam, die "brengster van de zege" betekent.
Varianten op de naam zijn Feronica, Fronika, Rona, Ronika, Ronja, Verona, Veroni, Veronie, Veroniek, Veronika, Veronike, Veronique en Vroni.

## Bekende naamdraagsters
- Veronika (Veronika Morska), Oekraïense zangeres

### Heiligen
- Veronica (heilige)

- Veronica
- Veronica's 80's Hotline
- Veronica's Closet
- Veronica's Mission Impossible
- Veronica's Nieuwslijn
- Veronica's Room
- Veronica's drievoudig licht
- Veronica's kamer
- Veronica (Elvis Costello)
- Veronica (HMG)
- Veronica (SBS)
- Veronica (Talpa TV)
- Veronica (Vreeswijk)
- Veronica (geslacht)
- Veronica (heilige)
- Veronica (lied)
- Veronica (media)
- Veronica (merknaam media)
- Veronica (omroep)
- Veronica (plant)
- Veronica (schip, 2007)
- Veronica (voornaam)
- Veronica Bachelet
- Veronica Boquete
- Veronica Brenner
- Veronica Campbell
- Veronica Campbell-Brown
- Veronica Cartwright
- Veronica Cochelea-Cogeanu
- Veronica Codesal
- Veronica Cremasco
- Veronica Donovan
- Veronica Echegui
- Veronica Ewers
- Veronica FM
- Veronica FM / Radio Veronica (kabel)
- Veronica Filmschool
- Veronica Forque
- Veronica Franco
- Veronica Guerin
- Veronica Guerin (film)
- Veronica Hamel
- Veronica Hazelhoff
- Veronica Hazelhoff-Franken
- Veronica Inside
- Veronica Kristiansen
- Veronica Lake
- Veronica Magazine
- Veronica Maggio
- Veronica Mars
- Veronica Museum
- Veronica Napoli
- Veronica Nieuwsradio
- Veronica Ochtendshow
- Veronica Offside
- Veronica Omroep Organisatie
- Veronica Radioschool
- Veronica Redd
- Veronica Rodriguez
- Veronica Roth
- Veronica Scopelliti
- Veronica Shanti Pereira
- Veronica Superguide
- Veronica Swift
- Veronica TV
- Veronica TV (HMG)
- Veronica TV (SBS Broadcasting)
- Veronica TV (Talpa TV)
- Veronica Taylor
- Veronica Top 40
- Veronica Townsend
- Veronica Unlimited
- Veronica Zorzi
- Veronica acinifolia
- Veronica agrestis
- Veronica anagallis-aquatica
- Veronica arvensis
- Veronica austriaca
- Veronica austriaca subsp. teucrium
- Veronica barkeri
- Veronica beccabunga
- Veronica catenata
- Veronica chamaedrys
- Veronica filiformis
- Veronica hederifolia
- Veronica komt naar je toe
- Veronica longifolia
- Veronica magazine
- Veronica montana
- Veronica officinalis
- Veronica omroep
- Veronica opaca
- Veronica peregrina
- Veronica persica
- Veronica polita
- Veronica praecox
- Veronica prostrata
- Veronica scutellata
- Veronica serpyllifolia
- Veronica sorry
- Veronica spicata
- Veronica triphyllos
- Veronica unlimited
- Veronica van Binasco
- Veronica van Hoogdalem
- Veronica verna
- Veronica vrij
- Veronicagids
- Veronicas
- Veronicastadion